# Metaclisis aceris
Metaclisis aceris är en stekelart som beskrevs av Lubomir Masner 1981. Metaclisis aceris ingår i släktet Metaclisis och familjen gallmyggesteklar. Inga underarter finns listade i Catalogue of Life.